# Conone
Conone (in greco antico: Κόνων?, Kónōn; 440 a.C. circa – 390 a.C. circa) è stato un militare ateniese.

## Biografia

### Primi incarichi
Nulla è noto della sua infanzia e della sua giovinezza; la sua carriera militare e politica cominciò durante la guerra del Peloponneso quando, nel 414 e 413 a.C., fu a capo della flotta di stanza a Naupatto, nel golfo di Corinto.
Nel 410 a.C. fu eletto stratego con l'incarico di proteggere gli interessi ateniesi a Corcira, travagliata da una continua guerra civile. L'anno seguente fu rieletto stratego insieme ad Alcibiade e Trasibulo.

### Scontro con Callicratida
Nel 406 divenne il primo dei dieci strateghi eletti al comando in luogo di Alcibiade.
Ben presto, tuttavia, dovette subire l'iniziativa del navarco spartano Callicratida che, forte di oltre 140 navi, si diresse a Mithymna, sull'isola di Lesbo: dopo un breve assedio la città capitolò.
La posizione di Mithymna era estremamente importante per Atene in quanto Callicratida avrebbe potuto espandere facilmente il controllo a tutta l'isola di Lesbo, spianando la strada per portare la sua flotta nell'Ellesponto interrompendo la linea commerciale dalla quale passava il grano diretto ad Atene. Perciò, per difendere Lesbo, Conone dovette spostare la sua flotta, numericamente inferiore, da Samo alle isole Hekatonnesi, vicino a Mithymna.
Conone, tuttavia, sorpreso da Callicratida a Mitilene, fu costretto a ritirarsi nel porto e, con una squadra ridotta a sole 30 triremi, subì il blocco navale nemico. A stento poté inviare una nave ad Atene per informare la città della situazione: fu, infine, liberato da una flotta di soccorso inviata da Atene, la quale sconfisse Callicratida nella battaglia delle isole Arginuse.
Riottenne il comando quando tutti i suoi colleghi furono deposti a seguito del processo degli strateghi.

### Egospotami
Avendo Atene rifiutato le offerte di pace da parte di Sparta, gli Spartani ripresero il conflitto sotto la guida dell'eforo Araco e del vice-navarco Lisandro.
In un primo momento gli spartani si limitarono ad attaccare e conquistare le isole ateniesi nel mare Egeo fino a sbarcare in Attica allo scopo di sviare la squadra navale nemica. 
Conone, di stanza a Samo, prese ad inseguire Lisandro che riuscì a sfuggirgli e a rifugiarsi ad Abido; da lì prese Lampsaco, interrompendo la rotta che portava i rifornimenti di grano ad Atene.
Conone, poco dopo, raggiunse Sesto dove posero la propria base in una zona priva di porto e con scarse possibilità di approvvigionamento, come, peraltro, fece notare Alcibiade, esule in quell'area, agli ammiragli presenti, Tideo e Menandro, che lo cacciarono via.
Dopo alcuni giorni di inattività scoppiò la battaglia della quale esistono due resoconti e in cui l'apporto di Conone fu minimale: Diodoro Siculo riferisce che il generale ateniese che comandava durante il quinto giorno a Sesto, Filocle, uscì con 30 navi, ordinando agli altri di seguirlo.. Al riguardo, Donald Kagan ha commentato che la strategia ateniese, se questo resoconto è accurato, avrebbe dovuto essere quella di spingere i Peloponnesiaci ad attaccare per mezzo di una piccola flotta, per poi sorprenderli con una flotta più grande. Nello scontro il piccolo contingente fu immediatamente sconfitto, mentre il resto della flotta fu colto impreparato sulla spiaggia e ivi preso prigioniero.
Senofonte, invece, riferisce che l'intera flotta ateniese uscì, come sempre aveva fatto in quei giorni e che Lisandro rimase in porto: quando gli Ateniesi ritornarono al loro campo, i marinai si sparsero in cerca di cibo ma, nel frattempo, la flotta di Lisandro arrivò da Abido e catturò la maggior parte delle navi sulla spiaggia, senza alcun combattimento sul mare.
Qualunque sia il vero resoconto, il risultato fu chiaro: della flotta ateniese riuscirono a fuggire solo 9 navi, guidate da Conone.
Una delle navi fuggite, la nave messaggera Paralo, fu incaricata di informare Atene del disastro; il resto, con Conone, trovò rifugio presso Evagora I, il re di Cipro loro amico..

### Ruolo nella Guerra di Corinto
Dopo la presa di Atene rimase otto anni a Cipro. Di là avviò trattative con i Persiani in particolar modo con il satrapo Farnabazo e, grazie alla sua collaborazione, poté, per lettera riferire al re Artaserse II, dei propositi di rivolta di Tissaferne e di invasione da parte degli spartani di Agesilao II.
A seguito di ciò, nel 397 o nel 396 a.C., secondo Senofonte, il re gli diede una fiducia tanto grande da dichiarare guerra a Sparta e a Tissaferne e, conferito a Conone il comando della guerra, gli ordinò di recarsi presso i Fenici e i Ciprioti allo scopo di armare una flotta.
Nella primavera del 396 ottenne l'alleanza di Rodi, che defezionò dagli Spartani, ma le difficoltà finanziarie gli impedirono di proseguire celermente la guerra.
Nell'estate del 395, fece un viaggio alla corte persiana dove, attraverso il chiliarca, comandante della guardia imperiale persiana, Titrauste, ottenne danaro in quantità e Farnabazo come collega.
Quindi, insieme al satrapo Farnabazo, nell'agosto del 394 salpò di nuovo e si scontrò con l'ammiraglio spartano Pisandro presso Cnido, sulla costa della Caria, dove lo sconfisse.
Dopo la vittoria, Conone, praticamente senza colpo ferire, fu in grado di espellere tutte le guarnigioni e i magistrati spartani imposti da Lisandro, distruggendo in pratica l'egemonia spartana.
L'anno seguente, una volta ottenuti forti contributi dalle città dell'Ellesponto, sempre insieme a Farnabazo, mosse verso le coste del Peloponneso, le devastò e riuscì a stabilire una guarnigione sull'isola di Citera, di fronte alle coste della Laconia.
Dopo ciò si recò ad Atene dove fu ricevuto con onori e giubilo dei suoi concittadini e dove, provvisto di denari da Farnabazo, si adoperò per la ricostruzione delle Lunghe mura di Atene.
Gli Spartani cercarono allora di giungere a trattative col governatore persiano Tiribazo, presso il quale denunciarono il comportamento di Conone, che con il denaro persiano ricostruiva le mura di Atene e segretamente mirava a sottrarre la Ionia e le città eoliche in Asia Minore al Gran Re: quando Conone si recò presso di lui per giustificarsi, Tiribazo lo fece imprigionare a Sardi.

### Morte
Non si sa con certezza quale sia stata la sorte di Conone dopo questi eventi: è verosimile che non sia stato giustiziato o che, rimesso in libertà ed è questa l'opinione di Nepote, abbia trascorso gli ultimi anni della sua vita a Cipro presso Evagora I, morendo intorno al 390. Lasciò un figlio, Timoteo, anch'egli apprezzato stratego. La sua tomba e quella del figlio sorgevano ancora in Atene nel Ceramico, dove furono visitate da Pausania.